# گرت هانت
گرت هانت (انگلیسی: Gareth Hunt; ۷ فوریهٔ ۱۹۴۲ – ۱۴ مارس ۲۰۰۷) یک هنرپیشه اهل بریتانیا بود.
او در فیلم‌های خطر قلب، عکس جدایی و گروه کر عدم تأیید بازی کرده‌است.